# زانکت مارتین این اینکرایس
زانکت مارتین این اینکرایس (به آلمانی: Sankt Martin im Innkreis) یک منطقهٔ مسکونی در اتریش است که در ناحیه راید ایم اینکرایس واقع شده‌است. زانکت مارتین این اینکرایس ۹ کیلومتر مربع مساحت دارد ۳۷۲ متر بالاتر از سطح دریا واقع شده‌است.